# Józef Jakovits
Józef Jakovits (ur. 1909, zm. 1994) – węgierski malarz i rzeźbiarz. Członek grupy Európai Iskola.
Przed II wojną światową był robotnikiem, później zaczął zajmować się sztuką. Tworzył tajemnicze figury bóstw i rogatych zwierząt, które kojarzą się z totemami dawnych kultur.
W latach 50. nie mógł wystawiać swoich prac. Pierwsza krajowa wystawa jego prac odbyła się dopiero w 1962 w Budapeszcie w Galerii Nar. W 1965 zamieszkał w Nowym Jorku, gdzie tworzył obrazy inspirowane alfabetem hebrajskim. W latach 80. powrócił do ojczyzny.